# 霍尔茨多夫
霍尔茨多夫（德語：Holzdorf）是德国石勒苏益格－荷尔斯泰因州的一个市镇。总面积17.35平方公里，总人口878人，其中男性453人，女性425人（2011年12月31日），人口密度51人/平方公里。